# Caroloameghinia
La caroloameghinia (gen. Caroloameghinia) è un mammifero marsupiale estinto, di incerta collocazione sistematica. Visse nell'Eocene medio (circa 42 - 38 milioni di anni fa) e i suoi resti fossili sono stati ritrovati in Sudamerica.

## Descrizione
Questo animale doveva essere della taglia di un grosso scoiattolo (gen. Sciurus) e si suppone potesse pesare circa 700 - 1200 grammi. Era un piccolo marsupiale dal cranio alto e relativamente corto, e dalla mandibola robusta. I denti di Caroloameghinia erano a struttura bunodonte, dotati di tubercoli ben distinti. I molari superiori possedevano un parastilo, un metastilo, un paraconulo e un metaconulo ridotti, e due forti stili situati esteriormente al paracono e al metacono.
Probabilmente l'aspetto doveva assomigliare a quello di uno scoiattolo, ma finora non sono state ritrovate ossa delle zampe.

## Classificazione
Il genere Caroloameghinia venne descritto per la prima volta da Florentino Ameghino nel 1901, sulla base di resti fossili ritrovati nella zona di Gran Barranca in Argentina, in terreni dell'Eocene medio. La specie tipo è Caroloameghinia mater, ma Ameghino descrisse anche la specie C. tenuis. 
Caroloameghinia è un marsupiale la cui classificazione non è chiara. Lo stesso Ameghino, a causa della struttura bunodonte dei denti, lo riteneva un antenato dei primati o degli ungulati, ma non un marsupiale. Più di recente è stato avvicinato ai didelfimorfi (il gruppo di marsupiali comprendente anche gli opossum) ed è stato considerato un membro aberrante dei polidolopimorfi, strani marsupiali sudamericani dalla dentatura specializzata. Altri autori considerano Caroloameghinia e i suoi stretti parenti dei rappresentanti dei peradectidi. 

## Paleoecologia
Caroloameghinia era probabilmente un animale arboricolo, che si nutriva di frutta grazie ai denti bunodonti.